# 制海艦
制海艦（英語: Sea Control Ship）とは、アメリカ海軍が1960年代から70年代にかけて計画した小型の航空母艦（軽空母）。

## 来歴
1960年代のアメリカ海軍の艦隊航空戦力は、ミッドウェイ級/フォレスタル級/キティホーク級といった攻撃型空母（CVA）を中核として、大戦世代のエセックス級を改造した対潜空母（CVS）によってこれを補完していた。しかし1970年代にはエセックス級の退役が予定されていたことから、その役割を引き継いで、船団護衛や対潜警戒、洋上防空などの任務で正規空母を補完できる、小型簡便で低コストの航空機搭載艦という、いわば護衛空母（CVE）の現代版の建造が模索されるようになった。
まず1969年、長期目標策定グループ（LRO）からの提案により、12,000～14,000トン級の対潜ヘリコプター駆逐艦（DHK）として計画が開始された。これは主として、ソ連潜水艦の静粛化によってSOSUSやP-3B対潜哨戒機によるパッシブ対潜戦では対応困難となる状況に備えて、多数の哨戒ヘリコプターのアクティブ・ソナーによる防御線を構築するための施策であった。またこれと同時に、コメンスメント・ベイ級を発展させた護衛ヘリ空母（CVHE）の建造も提言された。こちらはDHKよりも低速で個艦兵装も欠いており、水陸両用作戦の支援や補給艦部隊への援護も想定されていた。
そして1970年にエルモ・ズムウォルト・ジュニア大将が海軍作戦部長（CNO）に就任すると、DHK/CVHE計画は更に加速されることになった。当時、ベトナム戦争の戦費高騰を背景として国防費が緊縮される一方、上記エセックス級を含めて水上艦艇戦力は老朽化が進んでいた。そのためズムウォルト大将は、制海任務達成のため費用対効果的に代替案を選択するというハイ・ロー・ミックス・コンセプトを採択した。そしてこの「ロー・コンセプト艦」の1つとして、DHKは垂直離着艦（VTOL）可能な艦上戦闘機を搭載することで、限定的な防空能力も備えた制海艦（SCS）に発展することとなった。

## 計画
1972年はじめにまとまったSCSの概要は、右記の諸元表のような軽空母であった。アングルド・デッキやカタパルトは持たず、滑走レーンは艦首尾線とほぼ平行で、船体中央部と飛行甲板最後部の2ヶ所にエレベーターが設けられていた。
また並行して進められていたLAMPSが、SCSの重要度を更に高めることになった。当時のSH-2D LAMPS Mk.Iは、もともとQH-50 DASHを搭載していた艦への換装として搭載されていたが、これらの艦の航空艤装は比較的貧弱であったため、SCSが洋上での整備拠点として期待されることになったのである。
戦術曳航ソナー（TACTASS）の実用化をうけて、フリゲート装備のTACTASSによって探知された敵潜水艦に対して、SCS搭載の哨戒ヘリコプターを指向・撃破する構想であった。またVTOL戦闘機は、フリゲートのスタンダード艦対空ミサイルの支援を受けて、100海里圏内の制空権を確保するものとされていた。
艦上戦闘機としては、超音速のXFV-12も開発されてはいたものの、さしあたりはハリアーが予定されており、3機が搭載される計画であった。またヘリコプターとしては、哨戒ヘリコプター11機と早期警戒ヘリコプター3機を搭載して、哨戒ヘリコプター2機と早期警戒ヘリコプター1機を常時オンステーションさせる構想であった。
当時、海兵隊がAV-8Aの配備を開始した直後であり、1972年から1974年にかけてイオー・ジマ級強襲揚陸艦の1隻である「グアム」を利用し、AV-8A攻撃機とSH-3ヘリコプターを搭載してのSCSの評価試験が行われた。ズムウォルト大将の計画では、8隻のSCSが建造されて、護衛船団や洋上補給グループの護衛にあたることとなっていた。実証艦を兼ねた1隻目は1975年度予算での建造が予定されており、建造費は1億7,500万ドルとされていたが、量産がはじまれば1億1,700万ドルまで低下する予定であった。2番艦は1976年度、更に1977年度計画と1978年度計画で2隻ずつが建造される計画であった。

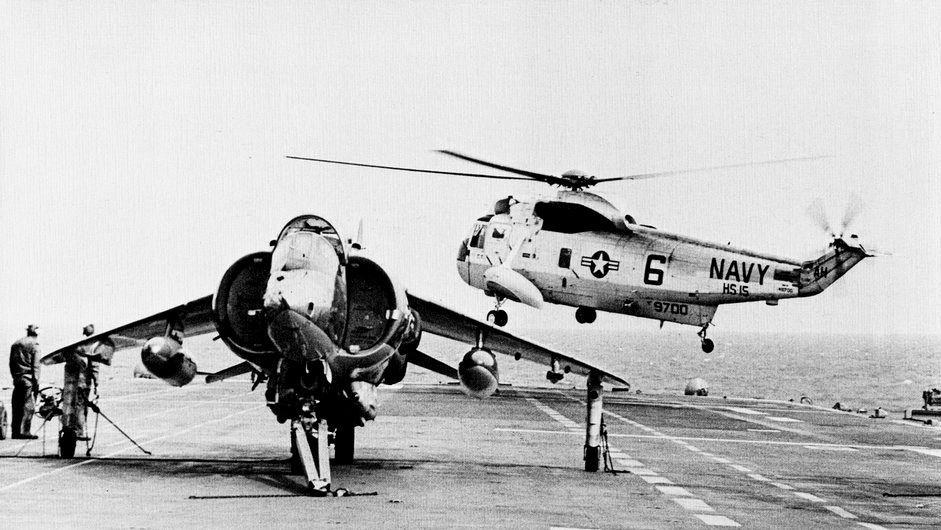
「グアム」艦上のAV-8A攻撃機とSH-3Aヘリコプター
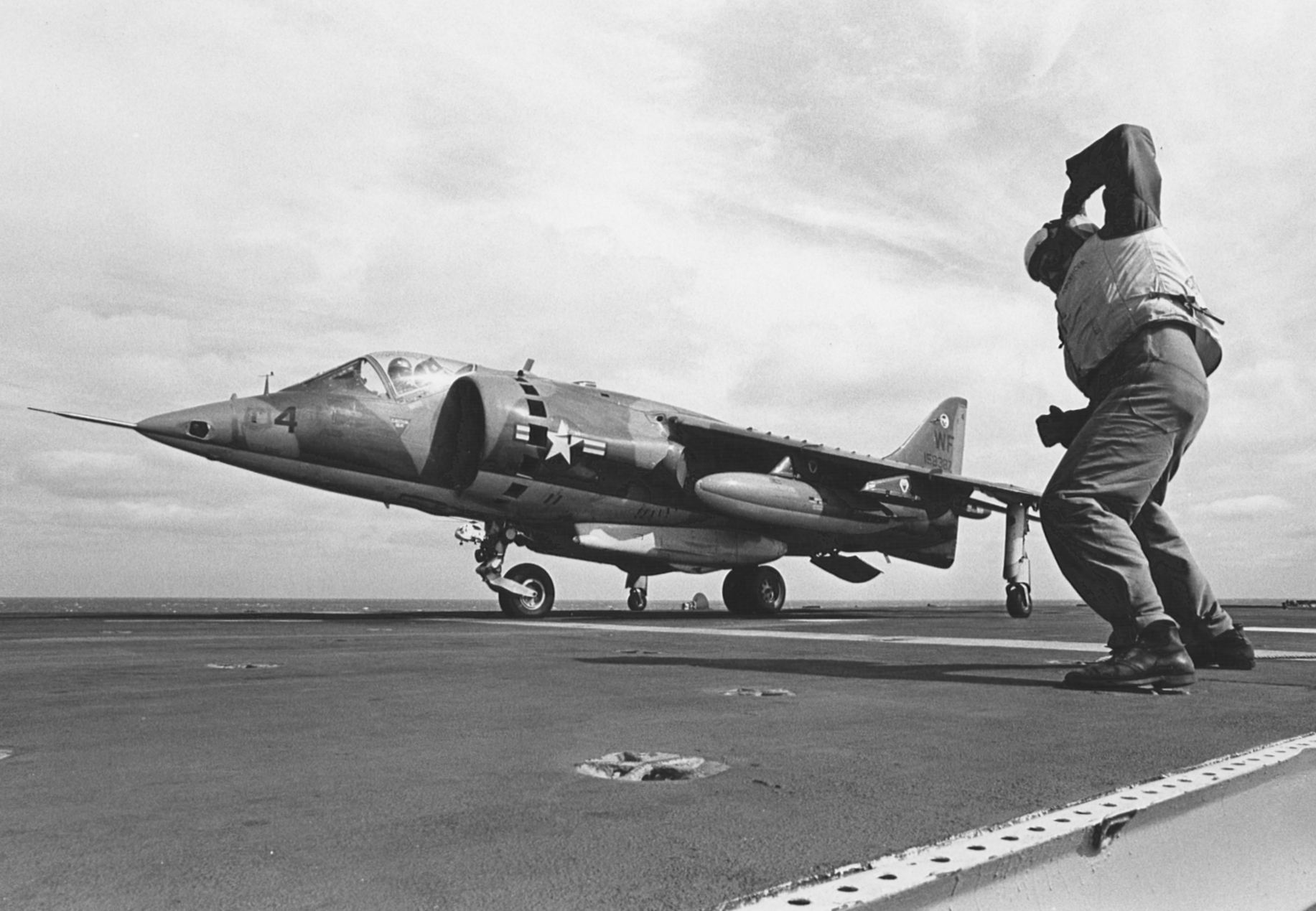
「グアム」から発艦するAV-8A

## 計画の中止
このように具体的な計画が策定されていたにもかかわらず、SCS計画はリッコーヴァー大将を唱導者とする大型原子力艦や超大型空母の優位を主張するグループから猛反撃を受けた。また「グアム」を用いた実証実験は、ズムウォルト大将にとっては成功であったが、一方でハリアーが昼間の、しかも目標の後方象限からの戦闘にしか対応できないことが問題視されていた。また哨戒ヘリコプターについても、「15日間の任務において、2列のソノブイバリアーを維持しつつ、任務時間の50％で哨戒ヘリコプター1機を派出可能な態勢を維持する」という要求事項を達成できるかが疑問視されていた。
これらの情勢を受けて、議会は実証艦の建造予算を削除した。1974年にズムウォルト大将がCNOから退任すると、後任のホロウェイ大将は、より大型で能力が高いV/STOL支援艦 (VSS) のほうを推進するようになり、SCS計画は事実上消滅した。しかしハイ・ロー・ミックス・コンセプトの不徹底のためにVSS計画艦は肥大化を続け、1982年のVSS-III案では29,130トンまで大型化した。このためにコスト面のメリットは失われ、XFV-12戦闘機の開発失敗もあり、1980年代初頭にはVSS計画は自然消滅することになった。
一方、強襲揚陸艦を制海艦として用いるための研究は、その後も継続された。1981年の演習では、タラワ級強襲揚陸艦「ナッソー」に19機のAV-8Aを搭載しての運用試験が行われ、その経験を踏まえてハリアー20機とSH-60B LAMPSヘリコプター4～6機を搭載しての行動が可能であると結論された。その後の湾岸戦争では、実際に「ナッソー」にAV-8B 20機を搭載して「ハリアー空母」としての作戦行動が実施されており、砂漠の嵐作戦の最終週には1日あたり60ソーティもの出撃が実施された。議会もSCS構想にまだ未練があり、ワスプ級強襲揚陸艦では制海艦任務にも対応できるように設計が改訂された。イラク戦争では、「バターン」「ボノム・リシャール」がそれぞれ22機および24機のAV-8Bを搭載してハリアー空母として活動し、その有用性を認めさせたと評されている。後継のアメリカ級強襲揚陸艦では更に航空運用機能の強化が図られており、F-35Bを20機搭載した「ライトニング空母」としての運用も検討されている。
また、アメリカ海軍にあわせて自国でもSCSの建造を計画していたスペイン海軍は、アメリカの計画断念後も自国で計画を続行し、予定より遅延したものの1988年に「プリンシペ・デ・アストゥリアス」を就役させた。これはSCSの1974年時点の設計を元にしており、旗艦機能の追加などの変更が施されているが、特徴的なエレベータ配置や主機関構成は踏襲されている。同艦を建造したバサン社は、その縮小・派生型として、タイ王国海軍向けにも「チャクリ・ナルエベト」を建造している。